# Église Saint-Michel de Ferrère
Pour les articles homonymes, voir Église Saint-Michel.
L'église Saint-Michel de Ferrère est une église catholique située à Ferrère, dans le département français des Hautes-Pyrénées en France.

## Présentation
L'église est située en Barousse.
Au XXIe siècle, des messes y sont toujours célébrées par l'ensemble paroissial de la Barousse.

## Historique
L'église fut construite au XIXe siècle.

## Description

### Intérieur
Les fresques du narthex et de l'abside ont été réalisées par Nicolas Greschny en 1954.

#### Le narthex
Au-dessus du portail d'entrée, un vitrail circulaire représente Dieu le Père avec derrière la tête le triangle de la Trinité.
Fresques du narthex :

Deux anges accueillent le visiteur ou le fidèle. Une précédente description parlait de N. Greschny en ange. Quelle erreur! Jamais il n'aurait osé ce sacrilège. L'artiste signe son œuvre discrètement dans un coin peu visible du bâtiment. Parfois il se représente au dessus de la signature en compagnie du maçon qui lui a préparé le mortier, et parfois aussi avec le prêtre qui lui a passé commande. Donc ces anges tiennent un message écrit en gascon : « Notre Seigneur, envoyez-nous du ciel votre Saint Michel ; Qu’il guérisse, ranime et mène jusqu’à la lumière ; Ceux qui ici viendront, viennent et sont venus » 
Nouste segne, embouyats-mous det cèu et boste Sent Miquèu, que goare, arrebiscole, amie tara luts ets qu'aci bengueran, benguen ou soun benguts

#### Lanef
Deux tableaux sont placés de chaque côtés de la tribune, à gauche : l'Assomption de Marie, à droite : l'archange saint Michel.

##### Les vitraux
Les vitraux ont été réalisés par l'atelier Saint-Blancat de Toulouse en 1906.
L'ensemble des vitraux ont été restaurés lors de l'été 2020 par l'atelier Vitrail lumière à Lugagnan près de Lourdes.

#### Lechœur
Le maître autel et le tabernacle sont en marbre blanc, noir et rose.
Fresques de l'abside :
- Au centre est représenté le Christ pantocrator, avec à gauche la Vierge Marie et à droite l'archange saint Michel écrasant l'ange déchu Lucifer (Satan). La Vierge Marie est représentée avec des ailes, comme en ange, ce qui est assez rare, mais on peut facilement la reconnaître grâce aux 12 étoiles autour de sa tête, elle se tient debout sur la lune et le soleil, autre détail important, la Vierge Marie est chaussée.
- En bas sont représentés sept anges sortant des nuages et jouant de la trompette. Au-dessus une pierre apparente ancienne avec un chrisme a été conservée dans la fresque.

- Au-dessus est représenté le tétramorphe avec les quatre évangélistes et leurs symbole : Luc par le taureau, Jean par un aigle, Matthieu par un ange et Marc par un lion.
- Au sommet est représentée la main de Dieu envoyant le Saint-Esprit vers Jésus-Christ, ils représentent la Trinité, Dieu unique en trois personnes, le Père, le Fils et le Saint-Esprit, égaux, participant d'une même essence divine et pourtant fondamentalement distincts.

##### Chapelle de laVierge Marie
L'autel et le tabernacle sont marbre rose et blanc.
Au-dessus du tabernacle est placée une croix avec un socle où est posée une pietà en bois sculpté et doré.

##### Chapelle duChrist en croix
L'autel et le tabernacle sont marbre rose et blanc.
Sur le tabernacle est posée une statuette de l'Assomption de Marie, au-dessus est placée une statue du Christ en croix.

## Galerie

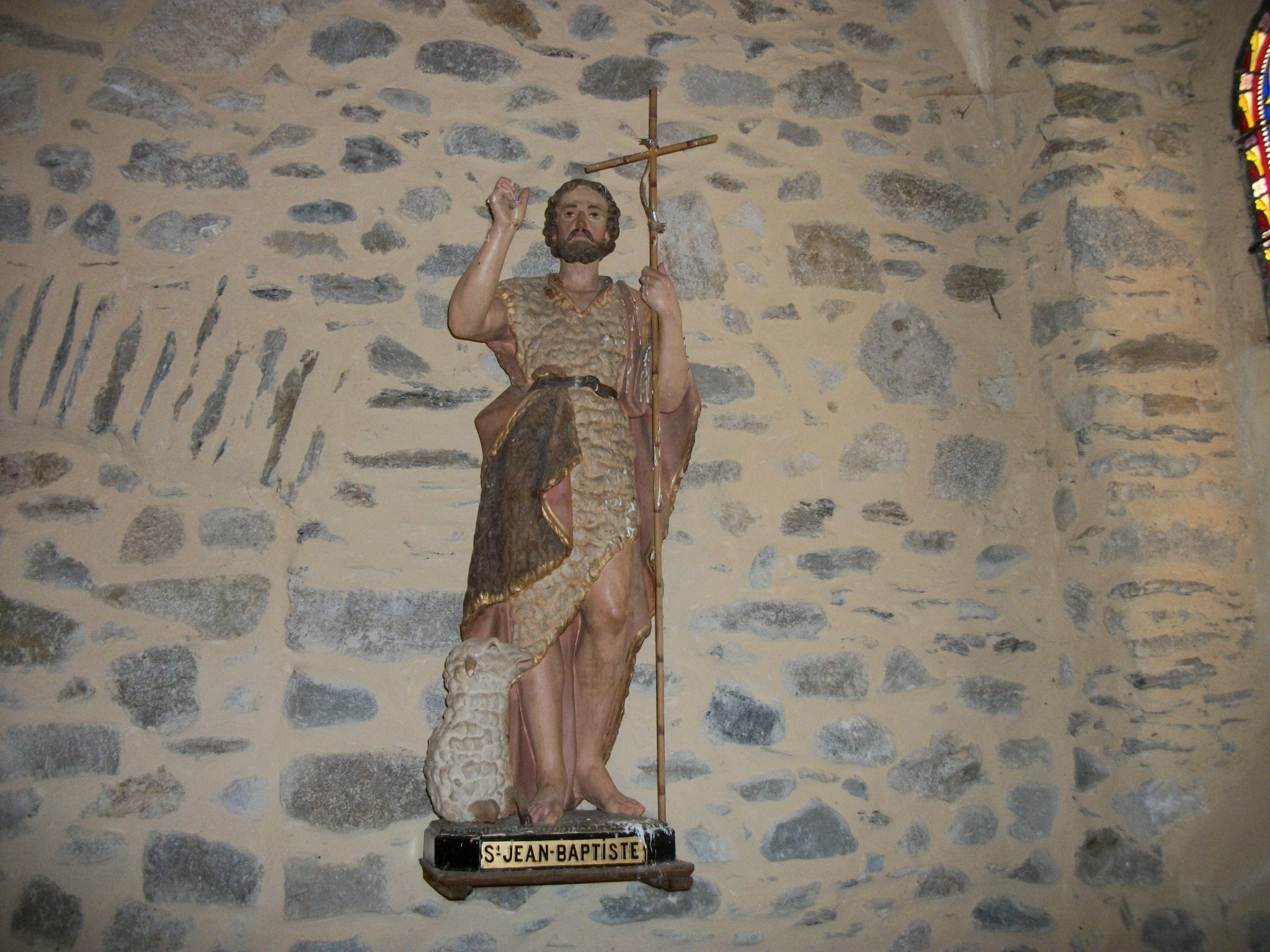
Saint Jean le Baptise.
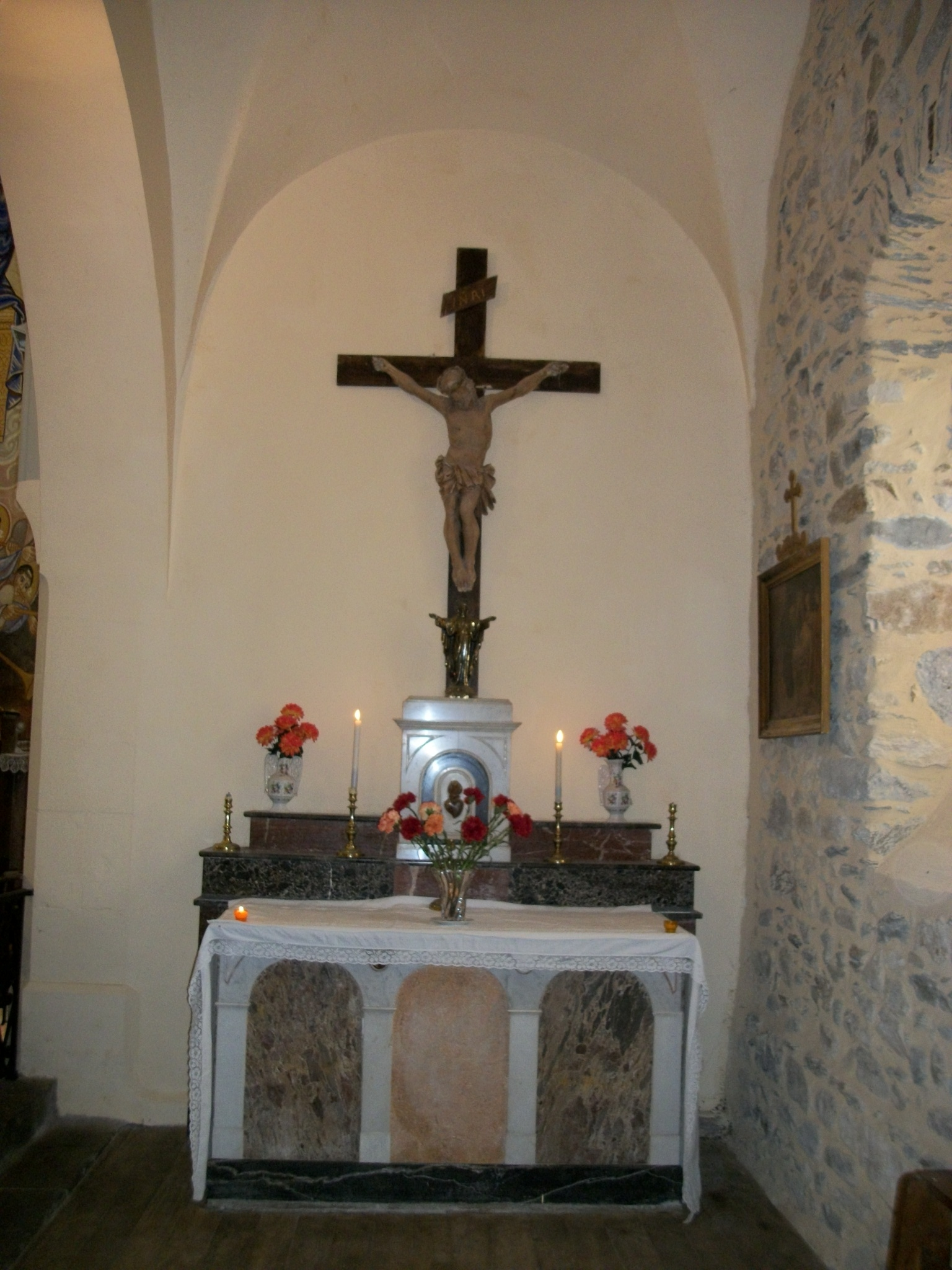
Chapelle de Jésus-Christ.
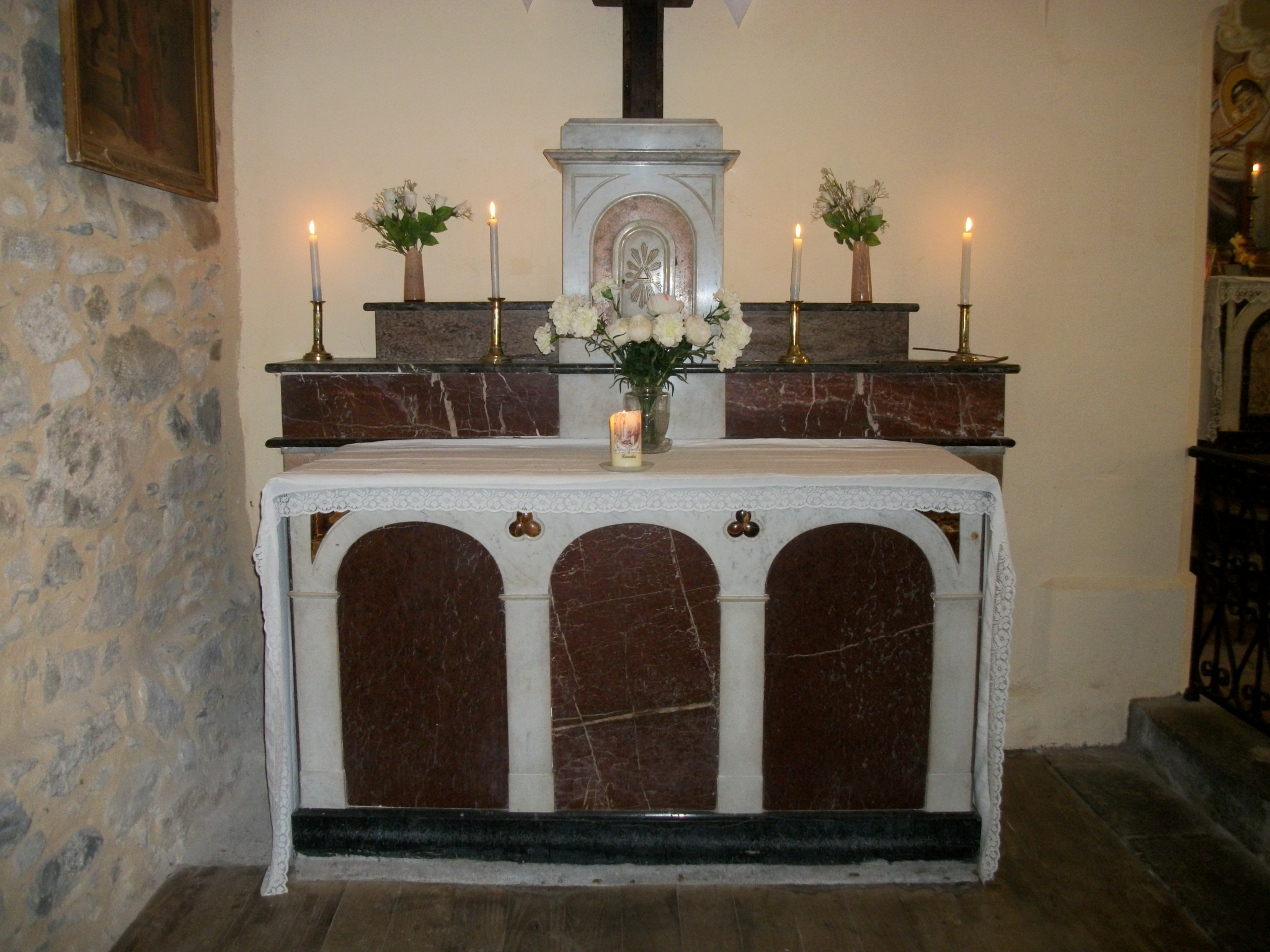
L'autel et le tabernacle.
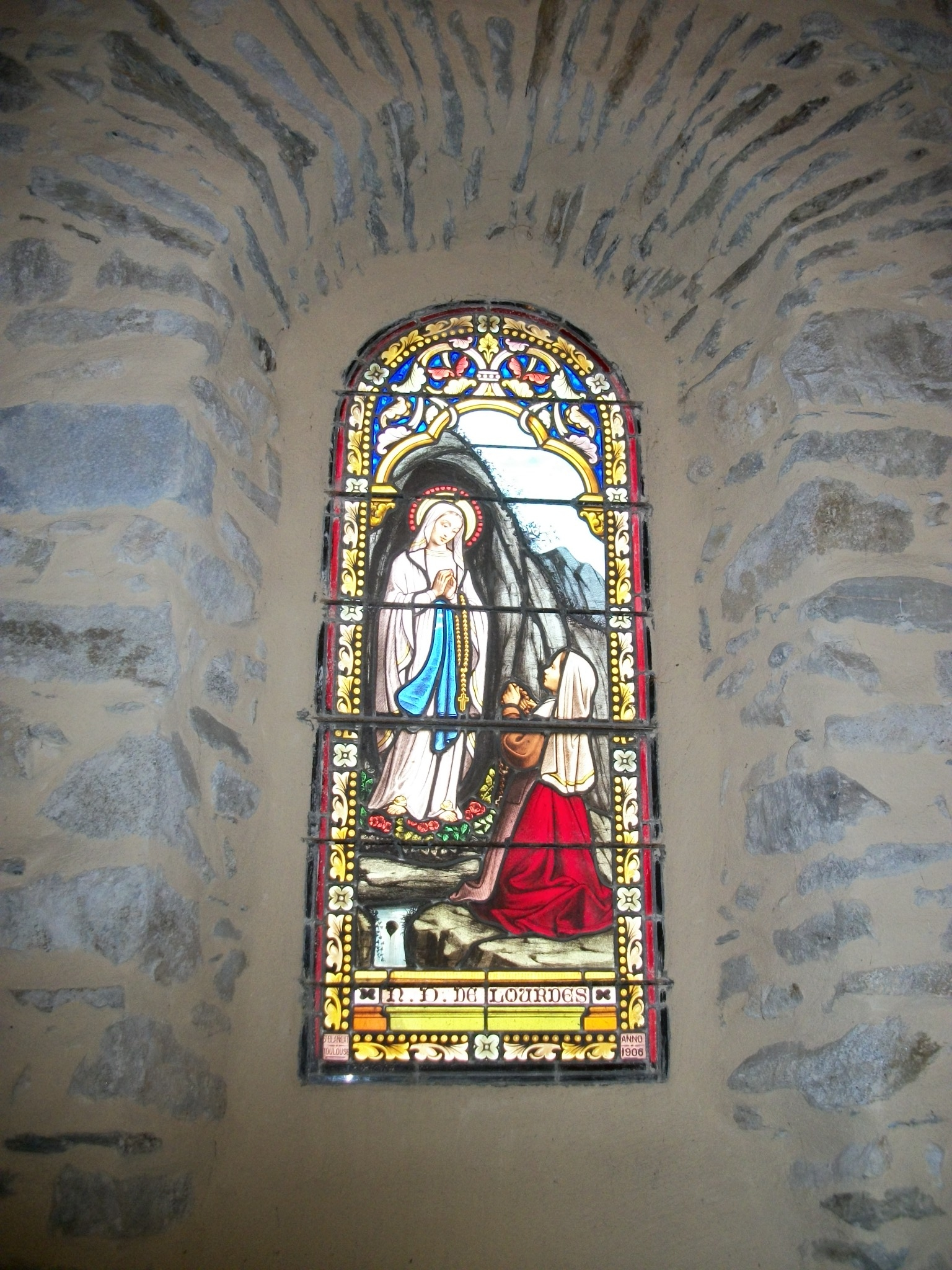
Notre-Dame de Lourdes.

## Extraits audio d'une messe
Extraits de la messe de l'ensemble paroissial de la Barousse à l'Église Saint-Michel de Ferrère le 20 septembre 2020.